# Heinrich Bruhm
Johann Heinrich Bruhm (* 1801 in Chemnitz; † 4. September 1869 in Gera) war ein deutscher Kaufmann, Unternehmer und Politiker.

## Leben
Bruhm war der Sohn des Arztes und Besitzers der Adlerapotheke Anton Heinrich Ludwig Bruhm aus Chemnitz und dessen Ehefrau Johanna Juliana Bruhm geborene Hecker. Er war evangelisch-lutherischer Konfession und heiratete am 4. Februar 1827 in Gera Ernestine Louise Caroline Huth (* 3. Dezember 1808 in Gera; † 27. Januar 1886 ebenda), die Tochter des Reußischen Rats und Thurn- und Taxis’schen Postmeisters Christian Ernst Huth in Chemnitz. Seine Tochter Marie Elise heiratete den Juristen und Abgeordneten Walter Reichard.
Bruhm war Kaufmann und Bürger in Gera. 1825 war er Mitgründer der Wollwarenfabrik Bruhm & Nägler und leitete das Unternehmen bis 1834. 1845 war er gemeinsam mit Ludwig Alberti, Leopold Krause und Hermann Gladitsch Gründungsmitglied des Vereins zur Aufsuchung und Bebauung von Steinkohlelagern im Fürstentum Gera. 1867 bekam er den Ehrentitel eines Kommerzienrats verliehen.
Vom 2. Oktober bis 30. Oktober 1848 war er Abgeordneter im Landtag Reuß jüngerer Linie.
Von der Villa Bruhm in Gera ist nur das Kutscherhaus erhalten.